# Фуругорд, Биргер
Биргер Фуругорд (швед. Birger Furugård; 8 декабря 1887 – 1961) – ветеринар, шведский политик нацистского толка.
С 1928 года работал окружным ветеринаром в Дейе, затем (с 1934) в Молькоме.
Был первым, кто пытался привести нацистов к власти в Швеции, для чего создал в 1924 году партию, получившую название Шведского национал-социалистического союза свободы.
В 1930-1936 годах возглавлял Шведскую национал-социалистическую партию. Фуругорд использовал немецкий опыт в политических дебатах и пропаганде, однако его партия так и не смогла добиться сколько-нибудь значительного влияния в Швеции.
После ухода с поста партийного лидера в политической жизни Швеции более не участвовал.

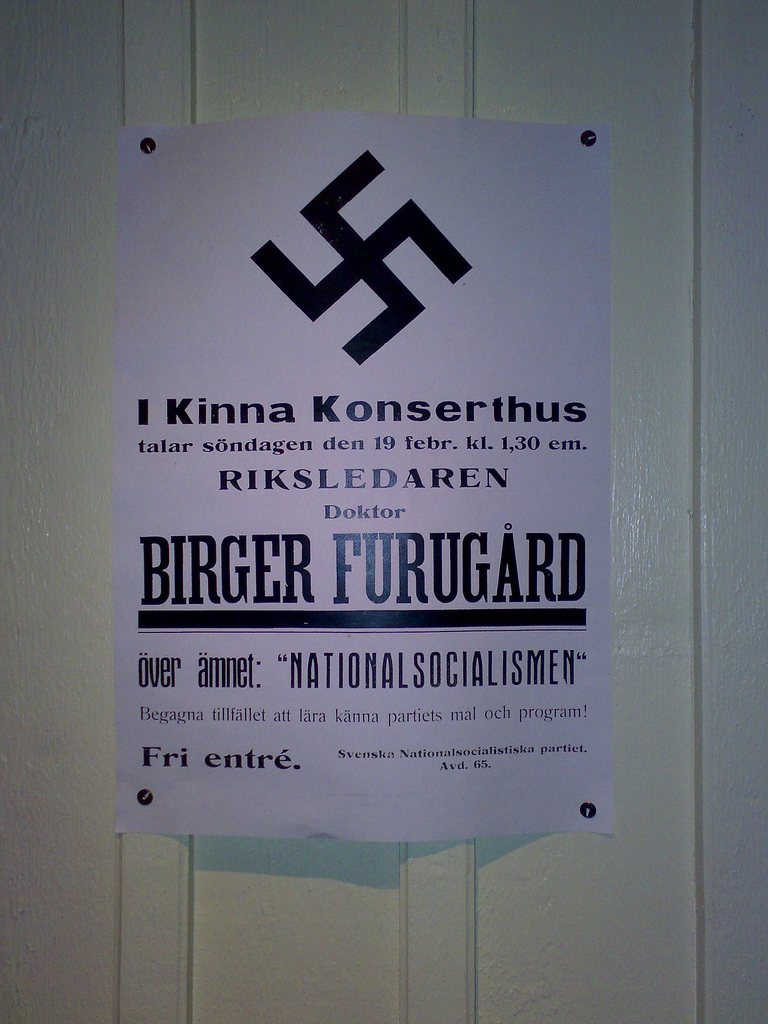
Афиша 1933 г. о выступлении Б.Фуругорда на тему "Национал-социализм"